# تپه زنبور خانه
قلعه شیر خان مربوط به دوره اشکانیان - سده‌های متاخر دوران‌های تاریخی پس از اسلام است و در شهرستان کمیجان، بخش مرکزی، دهستان خنجین، روستای چالمیان واقع شده و این اثر در تاریخ ۱۸ اسفند ۱۳۸۷ با شمارهٔ ثبت ۲۵۳۸۴ به‌عنوان یکی از آثار ملی ایران به ثبت رسیده‌است.